# جون ديفيس (بحار)
جون ديفيس (بالإنجليزية: John Davis -sealer)‏ كان الكابتن جون ديفيس (ولد في 1784 في ساري بإنجلترا) صياد فقمة من كونيكتيكت، الولايات المتحدة الأمريكية، قاد الرجال الذين قد يكونون أول من وضع قدميه على القارة القطبية الجنوبية في 7 فبراير 1821 بعد وقت قصير من المشاهد الأولى للقارة الجديدة من قبل فابيان فون بلنجشوزن، وميخائيل لازاريف بتروفيتش، وإدوارد Bransfield وناثانيل بالمر.
مترجم من http://en.wikipedia.org/wiki/John_Davis_(sealer)